# Пелагеевка (Николаевская область)
Пелагеевка (укр. Пелагіївка) — село в Новобугском районе Николаевской области Украины.
Население по переписи 2001 года составляло 57 человек. Почтовый индекс — 329049. Телефонный код — 5151. Занимает площадь 0,23 км².

## Местный совет
55622, Николаевская обл., Новобугский р-н, с. Каменное, ул. Октябрьская, 12а